# Acrapex obsoleta
Acrapex obsoleta är en fjärilsart som beskrevs av Emilio Berio 1973. Acrapex obsoleta ingår i släktet Acrapex och familjen nattflyn. Inga underarter finns listade i Catalogue of Life.